# Acid izocitric
Acidul izocitric este un compus organic fiind izomrul structural al acidului citric. Prezintă proprietăți fizico-chimice similare cu acesta, iar cei doi izomeri sunt dificil de separat. Sărurile și esterii acestui acid se numesc izocitrați. Ca anion, izocitratul este un substrat ce face parte din ciclul Krebs, și este format din citrat sub acțiunea enzimei denumite aconitază.